# Pseudolycoriella
Pseudolycoriella är ett släkte av tvåvingar som beskrevs av Menzel och Werner Mohrig 1998. Pseudolycoriella ingår i familjen sorgmyggor.

## Dottertaxa tillPseudolycoriella, i alfabetisk ordning[1][2]
- Pseudolycoriella aculeacera
- Pseudolycoriella atrostriata
- Pseudolycoriella barbata
- Pseudolycoriella bicornis
- Pseudolycoriella bispina
- Pseudolycoriella breviantennata
- Pseudolycoriella breviseta
- Pseudolycoriella bruckii
- Pseudolycoriella brunnea
- Pseudolycoriella campanulata
- Pseudolycoriella coecoalata
- Pseudolycoriella compacta
- Pseudolycoriella curvimedia
- Pseudolycoriella curviseta
- Pseudolycoriella defluviata
- Pseudolycoriella deformata
- Pseudolycoriella dissonata
- Pseudolycoriella ferocia
- Pseudolycoriella florentissima
- Pseudolycoriella fuscivenosa
- Pseudolycoriella geophila
- Pseudolycoriella hartmanni
- Pseudolycoriella hispana
- Pseudolycoriella horribilis
- Pseudolycoriella indocera
- Pseudolycoriella inexplorata
- Pseudolycoriella japonensis
- Pseudolycoriella jejuna
- Pseudolycoriella koreensis
- Pseudolycoriella macrotegmenta
- Pseudolycoriella monticula
- Pseudolycoriella morenae
- Pseudolycoriella nodulosa
- Pseudolycoriella ovistyla
- Pseudolycoriella paludum
- Pseudolycoriella pammela
- Pseudolycoriella patronata
- Pseudolycoriella pristinata
- Pseudolycoriella pugionata
- Pseudolycoriella pulla
- Pseudolycoriella rigua
- Pseudolycoriella rotundostyla
- Pseudolycoriella semialata
- Pseudolycoriella subbruckii
- Pseudolycoriella submonticula
- Pseudolycoriella subovistyla
- Pseudolycoriella subvetula
- Pseudolycoriella tenebriosa
- Pseudolycoriella torva
- Pseudolycoriella unispina
- Pseudolycoriella virgata
- Pseudolycoriella zealandica